# Ballo della pupa

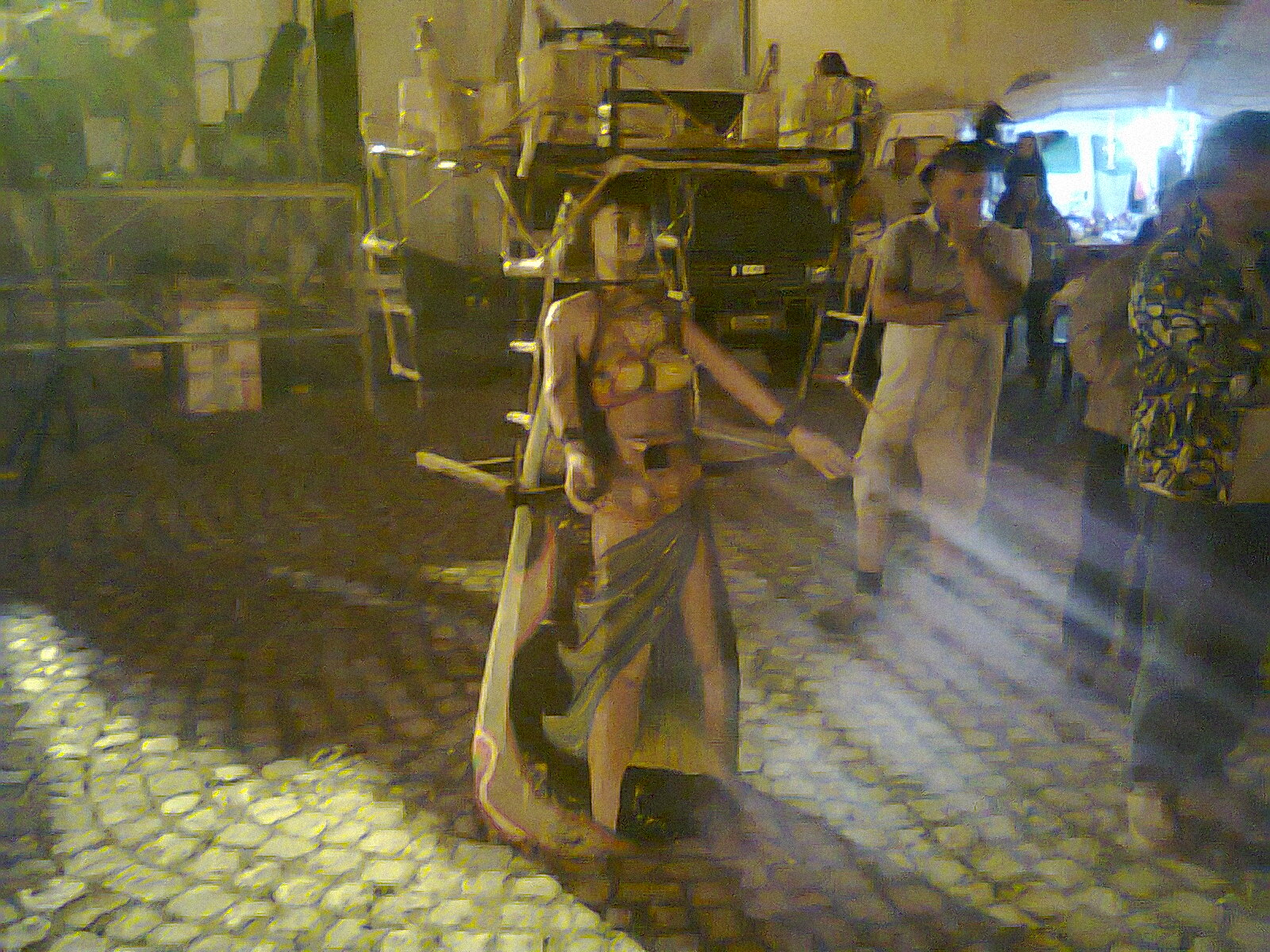
Esempio di ballo della pupa nel 2011

Il ballo della pupa è un particolare spettacolo pirotecnico, tradizionale conclusione delle feste patronali del centro e sud Italia.

## Descrizione
La pupa è una figura femminile di cartapesta, dalla forma campanulare, al cui esterno è ancorata una struttura di metallo che sostiene numerosi fuochi d'artificio a bassa potenza, al massimo fuochi di piazza, collegati tra di loro attraverso una miccia, in modo da accendersi in successione.
L'interno, cavo, ospita un ballerino, che sostiene sulle spalle il peso della pupa, e danzando al suono della fisarmonica ne realizza il ballo. Dopo l'accensione i primi fuochi pirotecnici ad incendiarsi sono quelli laterali, piccole fontane arricchite con trottole e ruote. Poi si accende la struttura superiore a forma di quadrato su cui sono posizionati i botti più potenti, indirizzati verso l'alto, quattro grosse fontane e la ruota orizzontale, solitamente, l'ultimo fuoco dello spettacolo. Le dimensioni del quadrato sono tali che in caso di caduta l'angolo di fuoco risulti inoffensivo per gli spettatori. Lo spegnimento dell'ultimo fuoco è tradizionalmente accompagnato da un botto, solo a questo punto il ballerino compie le ultime giravolte raccogliendo gli applausi del pubblico e ringraziando con inchini. Negli ultimi anni è sorta la tipologia del palio delle pupe, competizione tra più artificieri con premio finale, e del duetto tra la pupa e il corrispondente maschile, il pupo.

## Galleria d'immagini

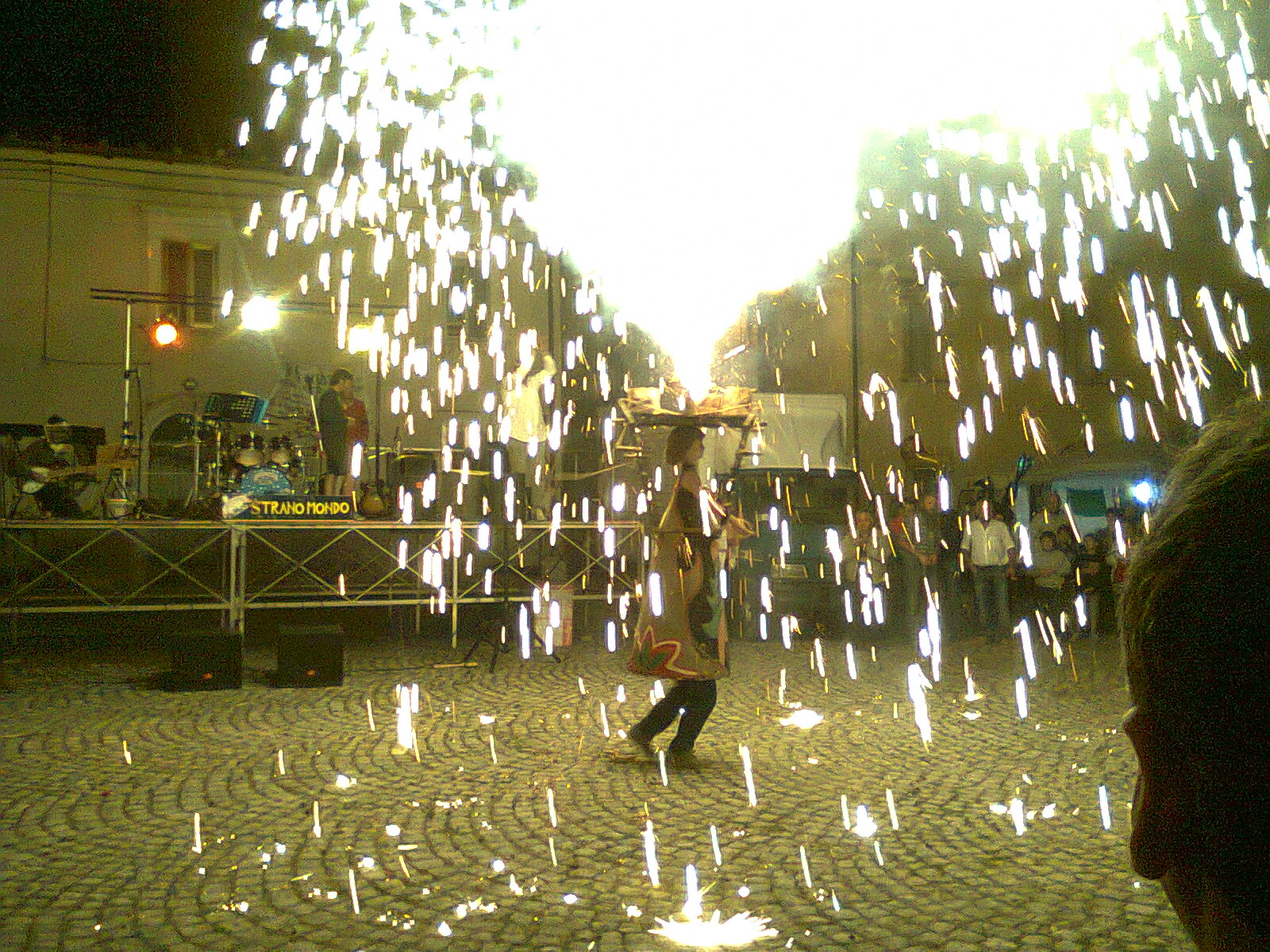
Ballo della pupa 2
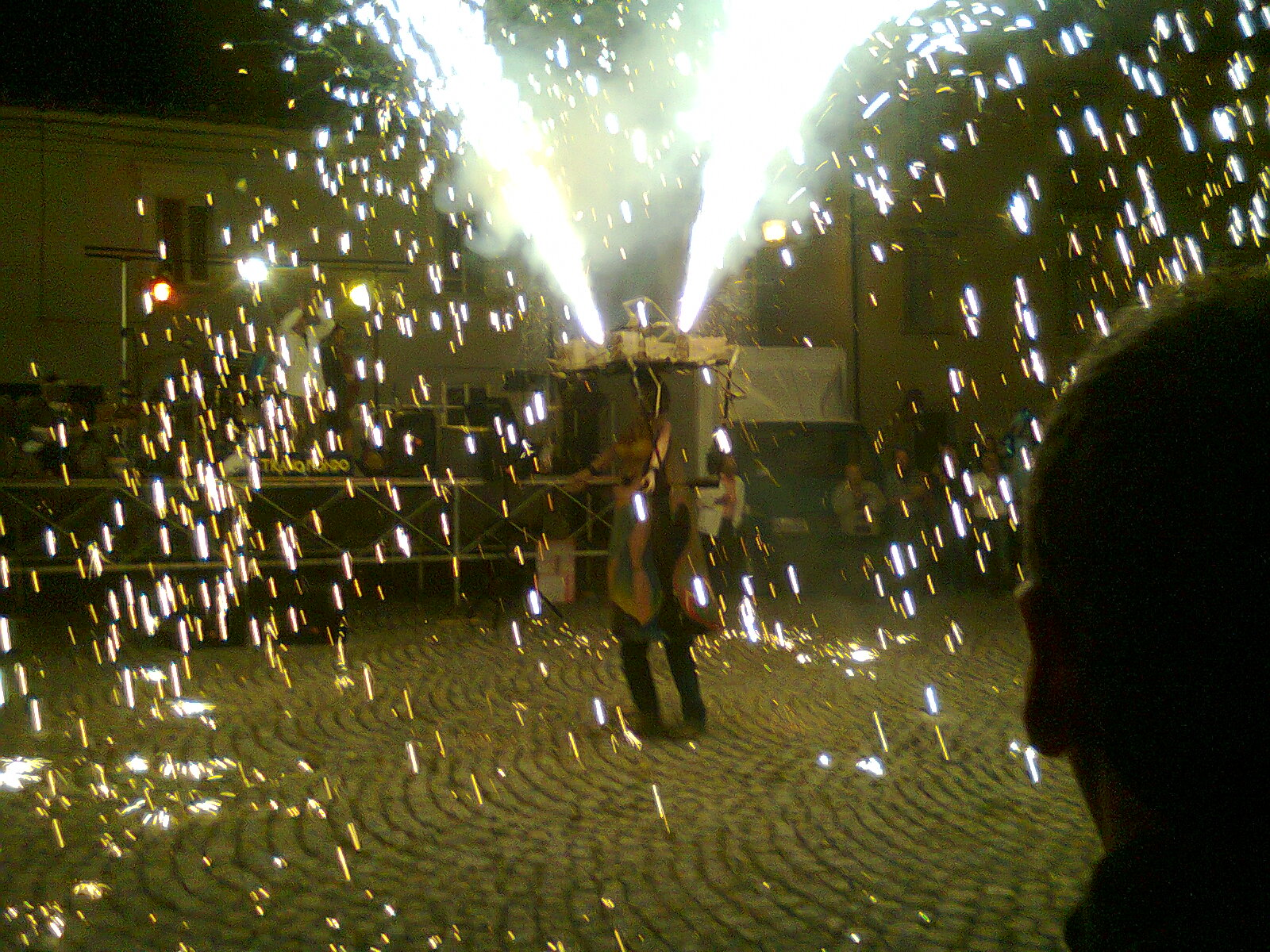
Ballo della pupa 3